# Endasys flavivittatus
Endasys flavivittatus är en stekelart som beskrevs av Luhman 1990. Endasys flavivittatus ingår i släktet Endasys och familjen brokparasitsteklar. Inga underarter finns listade i Catalogue of Life.